# المقاطعة الأرجنتينية بالقارة القطبية الجنوبية
قطاع الأرجنتين بالقارة القطبية الجنوبية, هو قطاع من القارة القطبية الجنوبية التي تطالب بها الأرجنتين كجزء أراضيها الوطنية، وتتكون من شبه جزيرة القطب الجنوبي، ومنطقة المثلث الذي يمتد للقطب الجنوبي، والذي ينحصر بين خطي الطول 25° غرباً و74° غرباً والموازي لـ 60° جنوباً.
إداريا، قطاع الأرجنتين بالقارة القطبية الجنوبية هو قسم لإقليم محافظة أرض النار وأنتاركتيكا وجزر جنوب المحيط الأطلسي. توجد السلطات الإقليمية في أوشويا ويعين المحافظ سنوياً مندوب له أو لها لمنطقة القطب الجنوبي.
كان الاكتشاف الأرجنتيني للقارة في بدايات القرن العشرين ميلادياً. وكان أول من يضع قدمه على القارة القطبية الجنوبية هو الأرجنتيني جوسي ماريا سوبرال عام 1904. حيث أمضى موسمين مع صاحب البعثة السويدي دكتور اوتو نوردينسكولد. وكانت أول بعثة أرجنتينية للوصل للقطب الجنوبي عام 1965 رحلة رقم 90.
طبقاً لآخر إحصائيات التعداد الوطني للأرجنتين، في أكتوبر 2010 (شتاءً) كان هناك 230 ساكن في القطاع بينهم تسعة عائلات و16 طفل: 75 منهم كان في مارامبيو، 66 في قاعدة إسبيرانزا، 33 في جوباني، 20 في سان مارتن، 19 في ببيلجرانو الثاني و17 في اوركاداس.

## تاريخ

### الرحلات الأولى
في عام 1815، ويليام براون (عسكري أيرلندي)، وهو عميد بحري أيرلندي يخدم في المقاطعات المتحدة في ريو دي لا بلاتا، حملة لمضايقة الأسطول الإسباني في المحيط الهادئ. عند تقريب كيب هورن على متن هرقل وترينيداد، دفعتهم الرياح القوية إلى موازاة 65 درجة جنوبًا. تقول بعض المصادر الأرجنتينية أن براون شاهد أرض أنتاركتيكا في الرحلة الاستكشافية، قائلة إن هذا هو السبب في أن رسم الخرائط الأرجنتيني غالبًا ما يطلق على الجزء الشمالي من القطب الجنوبي. شبه جزيرة تييرا دي لا ترينيداد.
في 10 يونيو 1829، أصدرت حكومة مقاطعة بوينس آيرس مرسوماً بإنشاء القيادة السياسية العسكرية لجزر مالفيناس (انظر لويس فيرنت) بما في ذلك الجزر المجاورة لكيب هورن، والتي تلعب في الأرجنتين والتي تضمنت جزر أنتاركتيكا.

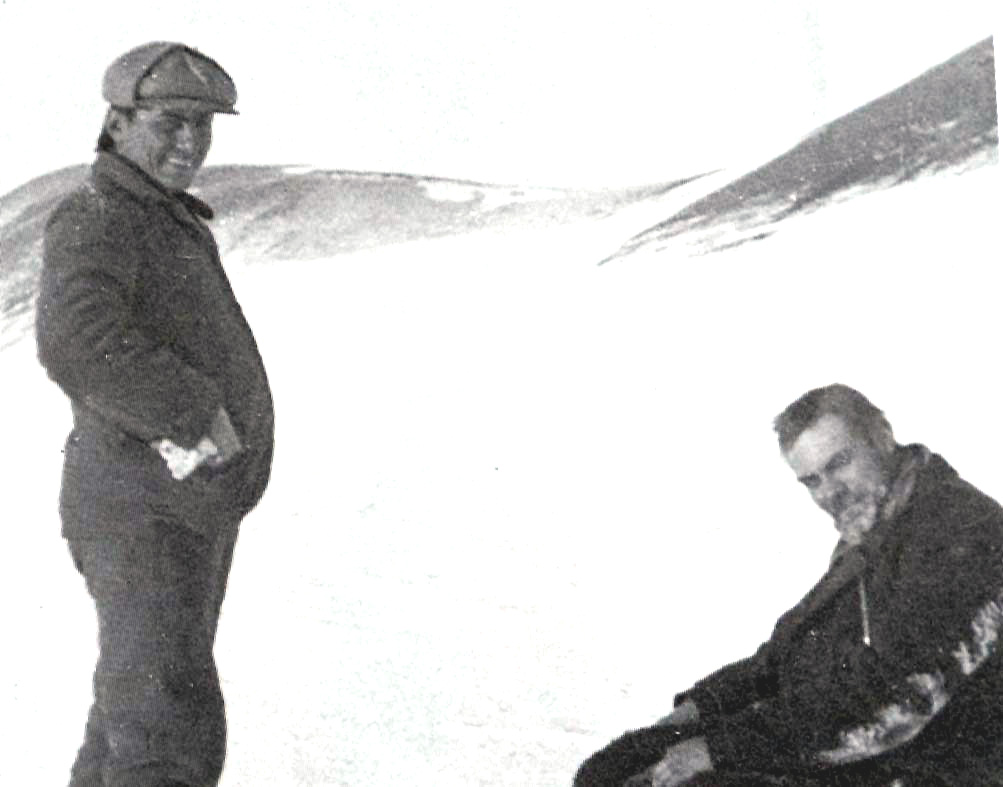
أوتو نوردنسكولد (على اليمين) مع خوسيه ماريا سوبرال (على اليسار) في جزيرة سنو هيل، حوالي عام 1903.

قررت الحكومة الأرجنتينية الانضمام إلى البعثة الدولية للقطب الجنوبي في 10 أكتوبر 1900. تلقت هذه الحكومة الأرجنتينية الدعم، وفي المقابل، عرضت خدمات البحرية الأرجنتينية لتقديم البيانات العلمية والمجموعات الحيوانية. في الطريق عبر بوينس آيرس، استقل الملازم خوسيه ماريا سوبرال سفينة أنتاركتيكا في 21 ديسمبر 1901. نظرًا لعدم وصول أي أخبار عن الحملة الاستكشافية إلى الحكومة الأرجنتينية، فقد أوفت بالتزامها بدعم البعثة من خلال تجديد كورفيت الآن أوروغواي، والتي انطلقت بعد ذلك في البحث في 8 أكتوبر 1903، تحت قيادة الملازم أول جوليان إيريزار، والعثور على الأعضاء وإنقاذهم البعثة التي كانت تحتمي بعد انهيار القارة القطبية الجنوبية.
قامت البعثة ببناء كوخ في جزيرة سنو هيل في عام 1902. استولت البحرية الأرجنتينية على الكوخ في عام 1954 وأطلق عليه اسم ملجأ السويد. حاليًا، يعد نصبًا تاريخيًا أرجنتينيًا وموقعًا تاريخيًا كما حددته معاهدة أنتاركتيكا. قامت بعثة 1902 ببناء كوخ آخر في خليج الأمل، وهو أيضًا نصب تذكاري للقطب الجنوبي تحت سيطرة محطة أمل.

### الاحتلال الدائم

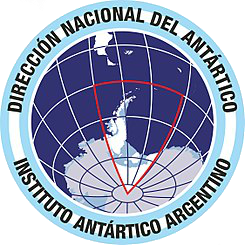
شعار DNA-IAA

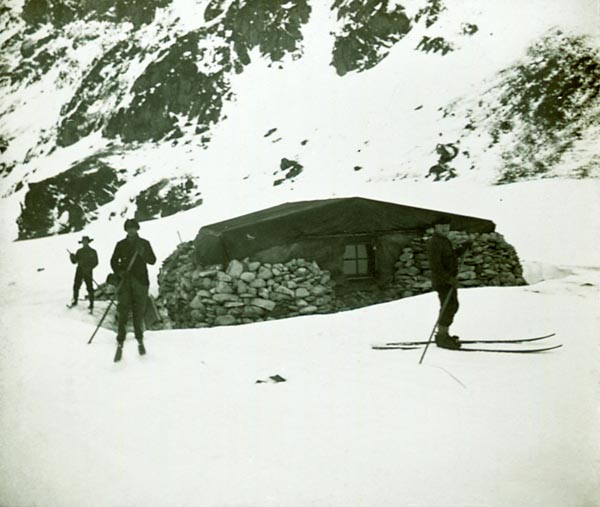
منزل أوموند، جزيرة لوري، حوالي عام 1903.

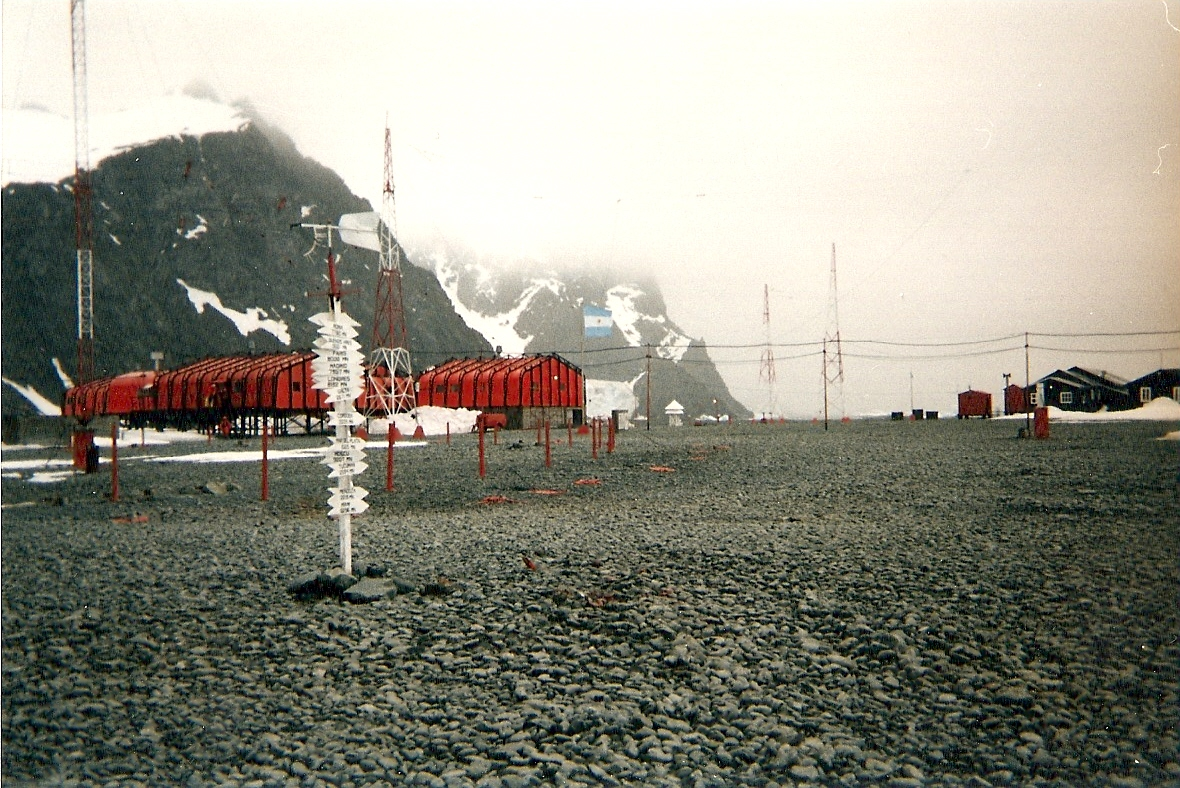
قاعدة Orcadas في عام 1996

في 2 يناير 1904، استحوذت الأرجنتين على محطة الطقس التي أقامها الإسكتلندي ويليام سبيرز بروس، في جزيرة لوري في جنوب أوركنيس، حيث كان هناك طاقم من ستة رجال يقومون بملاحظات علمية. كان فيه مرصد للأرصاد الجوية، حيث كان يعمل أيضًا، تم إنشاء مكتب بريد. سجل المدني (موظف في البريد الرسمي والتلغراف الأرجنتيني) هوغو ألبرتو أكونا عملية رفع علم الأرجنتين لأول مرة بطريقة رسمية على القطاع الأرجنتيني في القطب الجنوبي، في 22 فبراير 1904. أصبح مثل هذا المرصد قاعدة Orcadas الأقدم الموجودة اليوم عبر إقليم أنتاركتيكا مستوطنة بشرية دائمة.
عادت السفينة الأرجنتينية الآن أوروغواي إلى القارة القطبية الجنوبية في عام 1905 (أبحرت من ميناء بوينس آيرس في 10 ديسمبر 1904) للتخفيف من عدد الموظفين في جنوب أوركني والإشارة إلى جزيرة الخداع وجزيرة وينكي بحثًا عن جان بابتيست شاركوت، بعثته الفرنسية في القطب الجنوبي. (1903-1905) كان يُعتقد أنه فُقد. بفضل التعاون الأرجنتيني مع بعثته، قام شاركو بتسمية مجموعة جزر أرجنتينية. سميت إحدى هذه الجزر باسم جزيرة جالينديز تكريماً لقبطان كورفيت، إسماعيل جالينديز، وأخرى جزيرة أوروغواي، تكريماً لجزيرة كورفيت الأرجنتينية.
قررت الحكومة الأرجنتينية إضافة مرصدين للأرصاد الجوية، في جزيرة جورجيا الجنوبية وجزيرة واندل، اللذين كانا موجودين بالفعل في جزيرتي لوري وأوبسيرفاتوريو (بالقرب من جزيرة إيسلا دي لوس إستادوس). فشلت الرحلات الاستكشافية إلى جزيرة واندل في محاولتين. في يونيو 1905، نقلت شركة الحرس الوطني ARA تحت قيادة الملازم ألفريدو بي لاماس مهمة رفع المرصد في جريتفيكن في خليج كمبرلاند، الذي أعيد تسميته باللغة الإسبانية باهيا جارديا ناسيونال.
في 30 مارس 1927، تم افتتاح أول محطة للإبراق الراديوي في القارة القطبية الجنوبية في جزر أوركني الجنوبية. في 15 ديسمبر 1927، أبلغت المديرية العامة للبريد والبرق من الأرجنتين المكتب الدولي للاتحاد البريدي العالمي عن مطالباتهم في القطب الجنوبي والجزر الأخرى في جنوب المحيط الأطلسي.
في عام 1939، أنشأت الأرجنتين مؤقتًا (لحضور دعوة نرويجية) اللجنة الوطنية لأنتاركتيكا بموجب المرسوم رقم 35821، ولكن بموجب المرسوم رقم 61852 الصادر في 30 أبريل 1940، أصبحت هيئة دائمة لتكثيف البحث في المنطقة. كانت الاستكشافات والمهام العلمية تتجمع وتضع علامات.
في أكتوبر 1941، والمعهد الجغرافي ميليتار نشرت الخرائط التي تبين مدى مطالبة الأرجنتيني المستقبل بين 25 ° W و 75 درجة غربا في يناير 1942 الحكومة الأرجنتينية، وفقا ل نظرية القطاعات القطبية، قال حقوق القطب الجنوبي ما بين ميريديان 25 درجة و 68 درجة 24 'غربًا (من بونتا دونغينيس).
في 8 نوفمبر 1942، طالبت الأرجنتين بأرض أنتاركتيكا عندما وضعت بعثة استكشافية بقيادة القبطان ألبرتو جيه أوديرا أسطوانة تحتوي على تقرير وعلم على جزيرة الخداع. في يناير 1943، دمرت السفينة البريطانية أدلة تنصيب الأرجنتين وغرست العلم البريطاني. في 5 مارس من نفس العام، أزالت السفينة الأرجنتينية ARA 1 ° العلم البريطاني.
في عام 1946، وضعت اللجنة الوطنية لأنتاركتيكا حدودًا جديدة للأنتاركتيكا الأرجنتينية بين خطي ميريديان 25 درجة و 74 درجة غربًا (أقصى شرق جزر ساندويتش الجنوبية). وقعت شيلي والأرجنتين في 4 مارس 1948 اتفاقية متبادلة لحماية الحقوق القانونية لمنطقة أنتاركتيكا الإقليمية والدفاع عنها، والاعتراف المتبادل بمطالباتهما.
في 7 أبريل 1948، حسم المرسوم رقم 9905 الوحدة الإدارية لقطاع أنتاركتيكا الأرجنتيني التابع للحاكم البحري لإقليم تييرا ديل فويغو الوطني. بموجب المرسوم رقم 17040 الصادر في 9 حزيران / يونيه، تم إنشاء «قسم أنتاركتيكا ومالفيناس» تحت سلطة وزارة الخارجية الأرجنتينية.

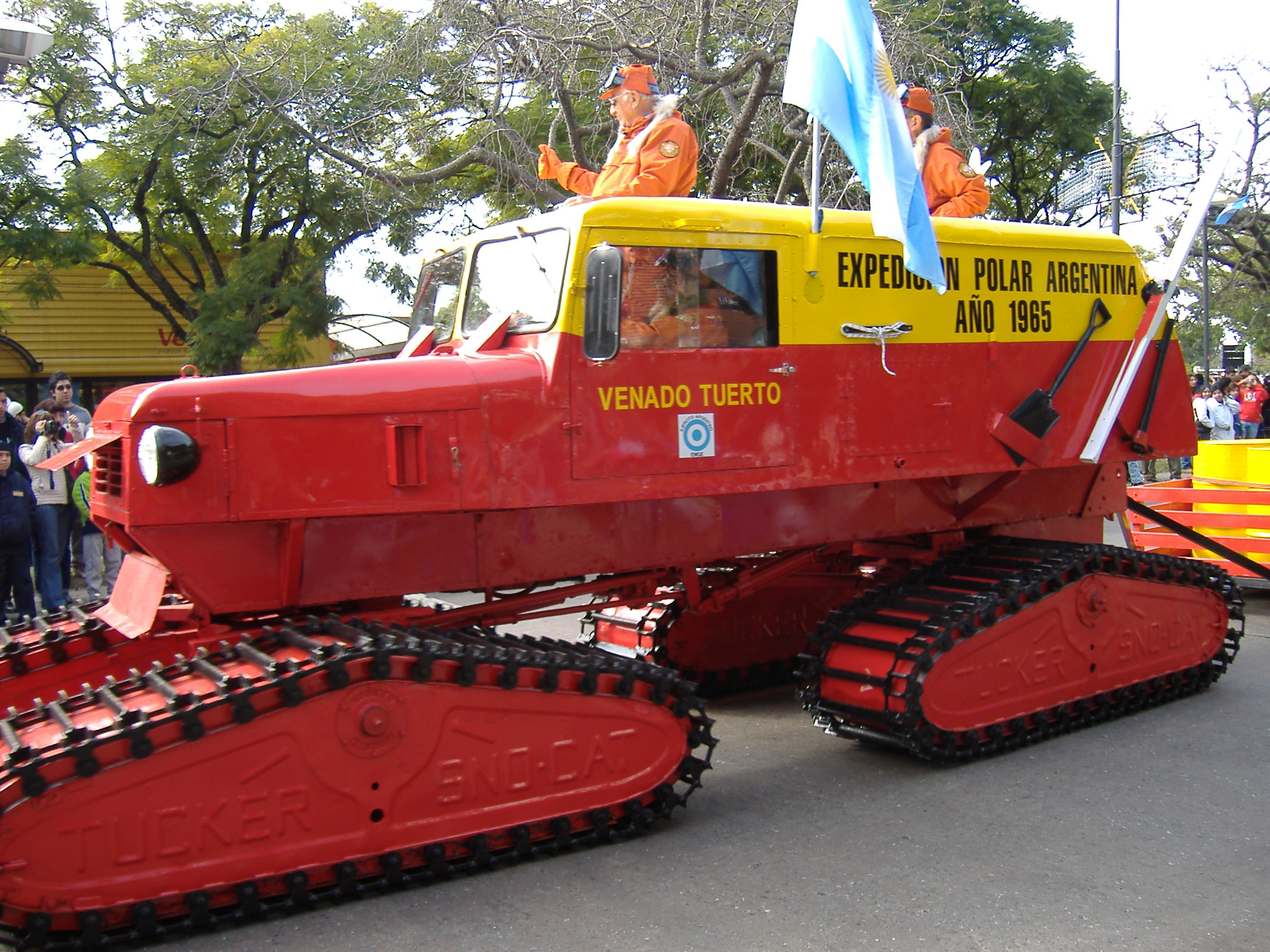
جرار كاتربيلر من أول بعثة استكشافية أرجنتينية وصلت إلى القطب الجنوبي عام 1965.

تم افتتاح أول قاعدة أرجنتينية قارية في القارة القطبية الجنوبية، مفرزة ألميرانتي براون البحرية في عام 1951. في العام التالي افتتحت مفرزة إسبيرانزا البحرية (الآن محطة إسبيرانزا). أثناء بناء هذه القاعدة الأخيرة في خليج الأمل، وقعت أول حرب إطلاق نار في القارة القطبية الجنوبية في 1 فبراير 1952، عندما أطلق فريق من الساحل الأرجنتيني النار، بعد تحذير، فوق رؤوس رشقات نارية وأجبرهم على الشروع في عملية مدنية. قام فريق تابع لجزر فوكلاند بمسح مواد تفريغ حمولة السفينة جون بيسكو بهدف ترميم القاعدة البريطانية "D" التي احترقت في عام 1948.
في 17 يناير 1953، في جزيرة ديسيبشن، تم افتتاح الملازم لاسالا الملجأ (كوخ وخيمة) من قبل طاقم السفينة الأرجنتينية ARA تشيريغانو، ليصبح رقيبًا وعريفًا في البحرية الأرجنتينية. في 15 فبراير، في حادثة جزيرة الخداع، استولى 32 من مشاة البحرية الملكية من الفرقاطة البريطانية سنايب مسلحين ببنادق ستين الرشاشة والبنادق والغاز المسيل للدموع على اثنين من البحارة الأرجنتينيين. ودُمر الملجأ الأرجنتيني وكوخ تشيلي قريب غير مأهول وسُلم البحارة الأرجنتينيون إلى سفينة من ذلك البلد في 18 شباط / فبراير إلى جورجيا الجنوبية. بقيت مفرزة بريطانية على الجزيرة لمدة ثلاثة أشهر بينما كانت الفرقاطة تقوم بدوريات في المياه حتى أبريل.
في 4 مايو 1955، رفعت المملكة المتحدة قضيتين قضائيتين ضد الأرجنتين وتشيلي على التوالي، محكمة العدل الدولية في لاهاي، لذلك أعلن هذا بطلان مطالبات سيادة البلدين على مناطق أنتاركتيكا وشبه أنتاركتيكا. في 15 تموز / يوليه 1955، رفضت الحكومة الشيلية اختصاص المحكمة في تلك القضية، وفي 1 آب / أغسطس، فعلت الحكومة الأرجنتينية الشيء نفسه، حيث تم حفظ المطالب في 16 آذار / مارس 1956.
في 1 ديسمبر 1959، تم التوقيع على معاهدة أنتاركتيكا من قبل الأرجنتين وأستراليا وبلجيكا وشيلي وفرنسا واليابان ونيوزيلندا والنرويج وجنوب أفريقيا واتحاد الجمهوريات الاشتراكية السوفياتية والمملكة المتحدة والولايات المتحدة، ودخلت حيز التنفيذ في 23 يونيو 1961.
في الستينيات، كانت دولة الأرجنتين، بأسطولها، رائدة في الرحلات السياحية البيئية إلى القارة القطبية الجنوبية. في الوقت نفسه، افتتحت الخطوط الجوية الأرجنتينية المملوكة للدولة الأرجنتينية رحلات الركاب بين أوشوايا وسيدني لتوسيع نطاقها في قاعدة مارامبيو. بين منتصف الستينيات والنصف الأول من السبعينيات، أطلقت الأرجنتين صواريخ من قواعدها في أنتاركتيكا. تم تصميم هذه الصواريخ وصنعها بالكامل في الأرجنتين ولديها أجهزة للأرصاد الجوية وأجهزة استشعار للإشعاع.
كانت عملية 90 أول رحلة استكشافية برية أرجنتينية إلى القطب الجنوبي، أجريت في عام 1965، بواسطة عشرة جنود من الجيش الأرجنتيني تحت قيادة الكولونيل خورخي إدجارد ليل. تمت تسمية العملية لنقطة خط العرض 90 درجة جنوبا المستهدفة (القطب الجنوبي الجغرافي).

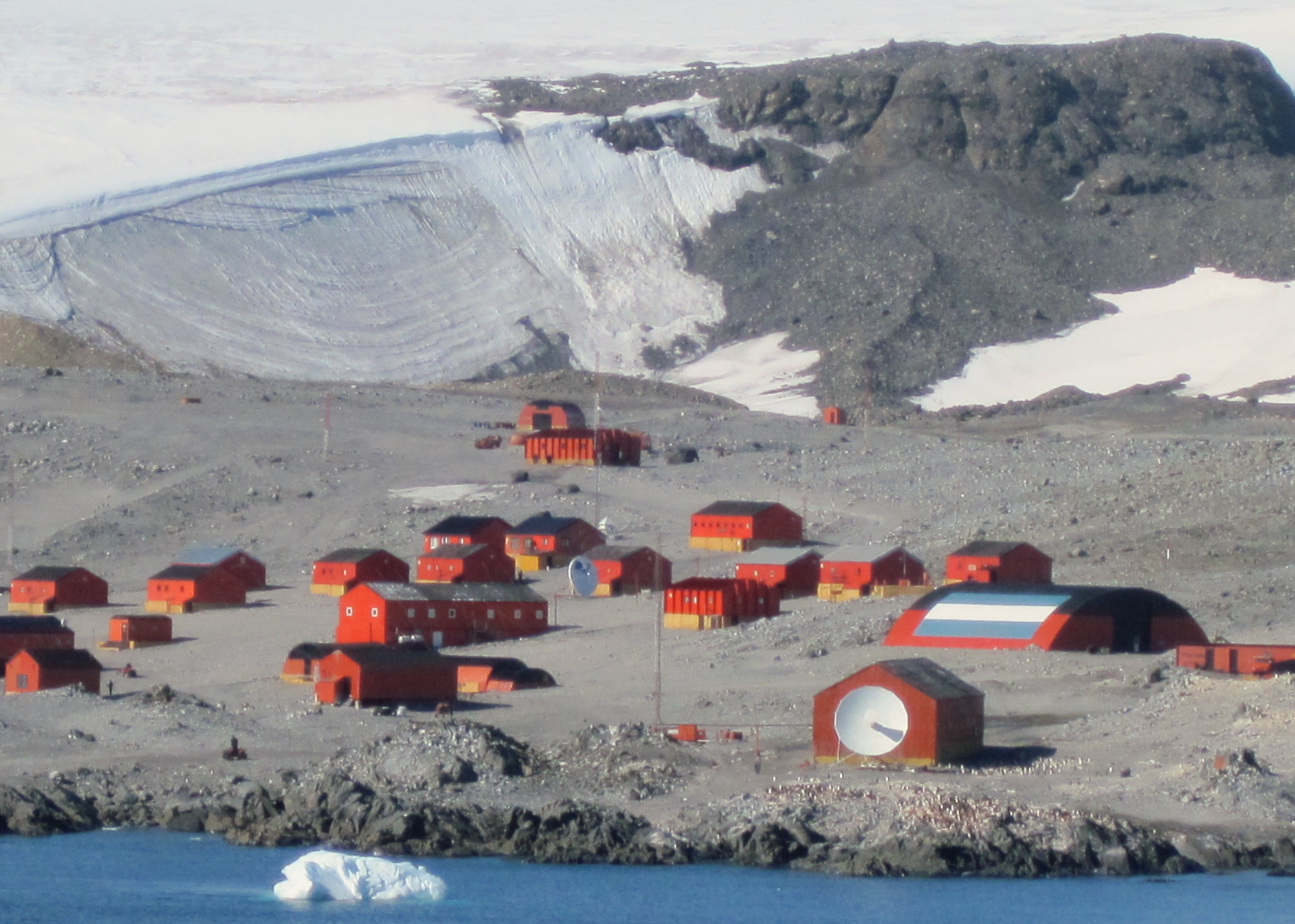
قاعدة اسبيرانزا عام 2012.

في 8 أبريل 1970، أصدر حاكم تييرا ديل فويغو المرسوم رقم 149 بإنشاء 4 مقاطعات، من بينها دائرة قطاع القطب الجنوبي الأرجنتيني.
في عام 1977، تم انتخاب قاعدة إسبيرانزا كمكان لتقديم ملفات العائلات الأرجنتينية التي سافرت في نهاية ذلك العام لقضاء فصل الشتاء في القاعدة. كان أول مدير لمعهد أنتاركتيكا الأرجنتيني، الجنرال هيرنان بوجاتو، رائدًا لتركيب فورت الرقيب كابرال عندما اقترح في 13 أغسطس 1954 على الحكومة الأرجنتينية إنشاء مزرعة خارج كيب سبرينغ لتجميعها مع مجموعات عائلية. وكانت الفكرة تهدف إلى تعزيز حقوق الأرجنتين في ذلك الجزء من أنتاركتيكا. بعد الانتهاء من بناء المنازل، تم افتتاح فورت الرقيب كابرال في 17 فبراير 1978. ثم بعد ذلك 5 منازل للعائلات التي قضت الشتاء هناك في ذلك العام.
كان أول إنسان ولد في القارة القطبية الجنوبية هو الأرجنتيني إميليو بالما في محطة إسبيرانزا عام 1978، داخل المنطقة التي تطالب بها الأرجنتين. معموديته في الكنيسة الكاثوليكية في 7 يناير 1978 كانت الأولى في القارة.
في 18 ديسمبر 2012، أعلنت وزارة الخارجية والكومنولث في المملكة المتحدة أن الجزء الجنوبي من إقليم أنتاركتيكا البريطاني (الذي شمل جزءًا من القارة القطبية الجنوبية الأرجنتينية) سيُطلق عليه اسم الملكة إليزابيث لاند تكريماً للملكة. رفضت الأرجنتين «بشدة» حق بريطانيا في تغيير اسم المنطقة.
في عام 2013، أعلنت وزارة الدفاع الأرجنتينية أن قاعدة بترل ستصبح قاعدة دائمة بحلول عام 2015. سيكون للقاعدة مطار ولوجيستي لنقل الركاب والبضائع.

## جغرافية

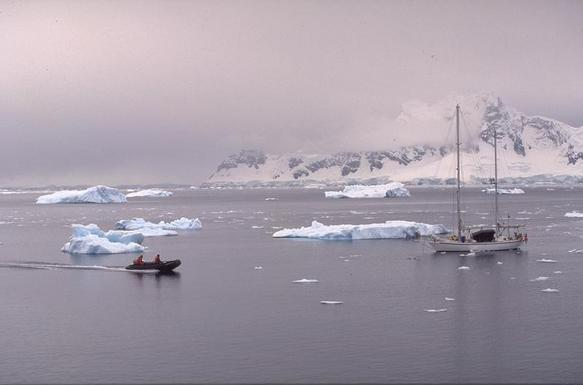
مركبة مائية في خليج الأمل، القارة القطبية الجنوبية.

يواصل الهيكل الجغرافي للأرجنتين أنتاركتيكا بعض ميزات باتاغونيا الواقعة شمالها. تقع أعلى القمم في جنوب شبه جزيرة أنتاركتيكا، والتي توجد في الجوار جزر وأرخبيل. الأرض تحت صفيحة جليدية.

### مناخ
يتراوح مناخ المنطقة من مناخ شبه قطبي في الشمال إلى مناخ قطبي في الجنوب. تتمتع المنطقة بمناخ شديد البرودة بمتوسط درجات حرارة أقل من 0 °م (32 °ف) مع حدوث الصقيع وتساقط الثلوج على مدار العام. بشكل عام، توجد منطقتان مناخيتان مختلفتان داخل المنطقة: مناخ جليدي في الداخل ومناخ محيطي في شبه جزيرة أنتاركتيكا والجزر المجاورة. تهيمن الصفائح الجليدية القارية والأنهار الجليدية على المناخ الجليدي الموجود في الداخل، بينما يتميز المناخ في شبه جزيرة أنتاركتيكا والجزر المجاورة لها برياح قوية جدًا، خاصة في فصل الشتاء. على وجه الخصوص، تشهد شبه جزيرة أنتاركتيكا رياحًا باردة وعواصف ثلجية قوية. في المناطق الداخلية من القارة، يكون المناخ أكثر برودة وجفافًا بسبب ارتفاع خط العرض والارتفاع والتأثيرات القارية القوية. متوسط درجات الحرارة السنوية تتراوح بين −10 إلى −20 °م (14 إلى −4 °ف) في شبه جزيرة أنتاركتيكا إلى −30 إلى −50 °م (−22 إلى −58 °ف) في الداخل. درجات الحرارة منخفضة دائمًا في المنطقة؛ خلال الليل القطبي في الشتاء، تنخفض درجات الحرارة إلى −42 °م (−44 °ف). في أكثر الشهور دفئًا، يكون متوسط درجات الحرارة عادةً أقل من 0 °م (32 °ف). المناطق الساحلية لديها متوسط درجات الحرارة في أكثر الشهور دفئًا عند درجة التجمد تقريبًا. هطول الأمطار يتساقط بشكل رئيسي على شكل ثلوج. بسبب الصفائح الجليدية والأنهار الجليدية التي تغطي معظم المنطقة وشدة المناخ، فإن النباتات متناثرة ومحدودة فقط في المناطق الساحلية.

## حرف أو رمز

علم تييرا ديل فويغو

تم اعتماد علم تييرا ديل فويغو، الذي يضم الأرجنتين القارة القطبية الجنوبية، في عام 1999 كنتيجة للمنافسة. إنه ذو لونين قطريين من الأزرق السماوي والبرتقالي مع طائر قطرس أبيض يقسم العلم قطريًا والصليب الجنوبي في النصف العلوي الأزرق. يمثل اللون البرتقالي النار في اسم المقاطعة، تييرا ديل فويغو، والتي تعني «أرض النار». يمثل اللون الأزرق السماء ويعكس لون العلم الوطني.

## القواعد الأرجنتينية

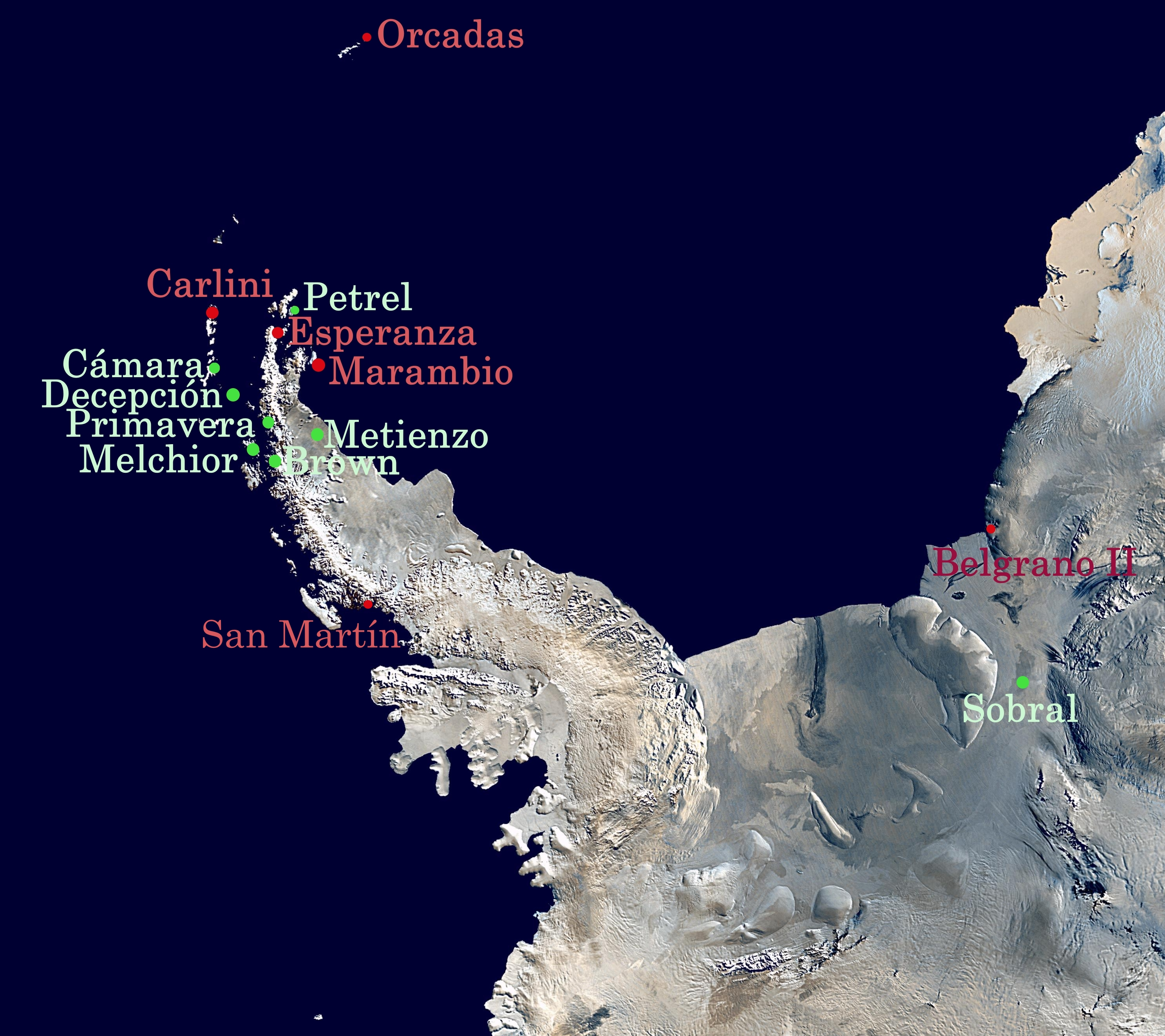
القواعد الأرجنتينية في القارة القطبية الجنوبية (القواعد الدائمة باللون الأحمر).

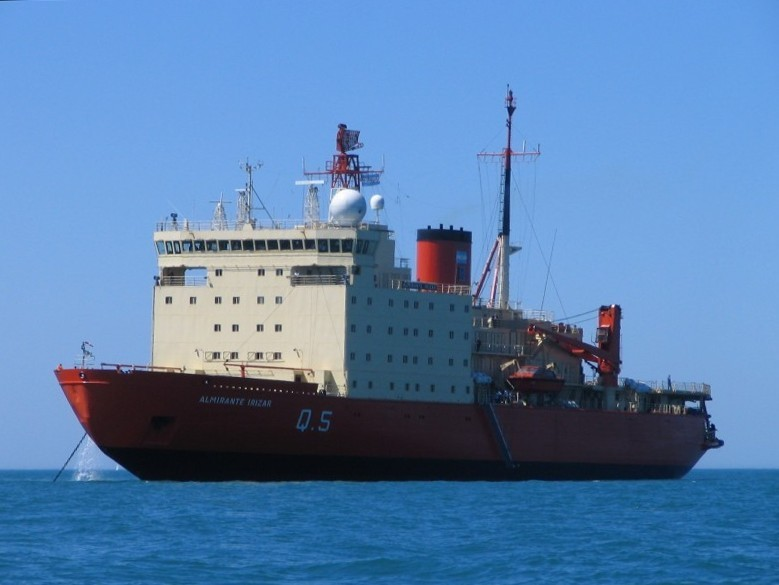
كاسحة الجليد ألميرانتي إيريزار، خط الإمداد الرئيسي للقواعد الأرجنتينية في أنتاركتيكا منذ عام 1978.

تعد أمل ومارامبيو أكبر القواعد الأرجنتينية، حيث تضم معًا 70 مبنى، ويتراوح معدل الإشغال المشترك من 110 تقريبًا في الشتاء إلى 250 في الصيف. كانت قاعدة اوركني، الواقعة في جزر جنوب أوركني، أول قاعدة في القطب الجنوبي في العالم، وتعمل بشكل مستمر منذ عام 1903. تقع قاعدة بيلجرانو الثانية في أقصى الجنوب الأرجنتيني، على خط عرض حوالي 77 درجة جنوباً. أقصى الجنوب الصيفي هو سوبرال، عند 1,450 كيلومتر (901 ميل) من بلغرانو الثاني.

### دائم
- بلغرانو الثاني () والمختبر ومحطة الأرصاد الجوية؛ أقصى القاعدة الأرجنتينية الجنوبية (منذ 1979)
- بلغرانو الثالث () (مغلق)
- اسبيرانزا ()، هوب باي
  - المختبر ومحطة الأرصاد الجوية (منذ عام 1952)
  - كنيسة كاثوليكية، بريد، صالة رياضية، تسجيل مدني، ميناء، مرافق سياحية
- كارليني ()، المحطة العلمية بجزيرة الملك جورج
- محطة قاعدة مارامبيو ()، جزيرة سيمور مارامبيو
  - المختبر ومحطة الأرصاد الجوية
  - المطار، 1.2 كم طويل وعرض 30 م مسار هبوط (منذ عام 1969) (موقع الكتروني)
- قاعدة أوركاداس ()، جزر أوركني الجنوبية (منذ 1903)
- قاعدة سان مارتن () والقياسات المعملية والأرصاد الجوية (منذ عام 1951)

### موسمي
- قاعدة تينينتي كامارا (1957)، جزيرة ليفينغستون
- الخداع الأساسي (1948) جزيرة الخداع
- محطة بترل الجوية (1967) جزيرة دندي
- قاعدة بريمافيرا (1977) جزيرة الاسكندر
- قاعدة ملكيور (1947) جزيرة أنفرز
- قاعدة ألميرانتي براون (1951)، خليج الجنة
- قاعدة تينينتي ماتينزو (1961)، لارسن نوناتاك

### المعسكرات والأكواخ وغيرها
(64 في الكل)

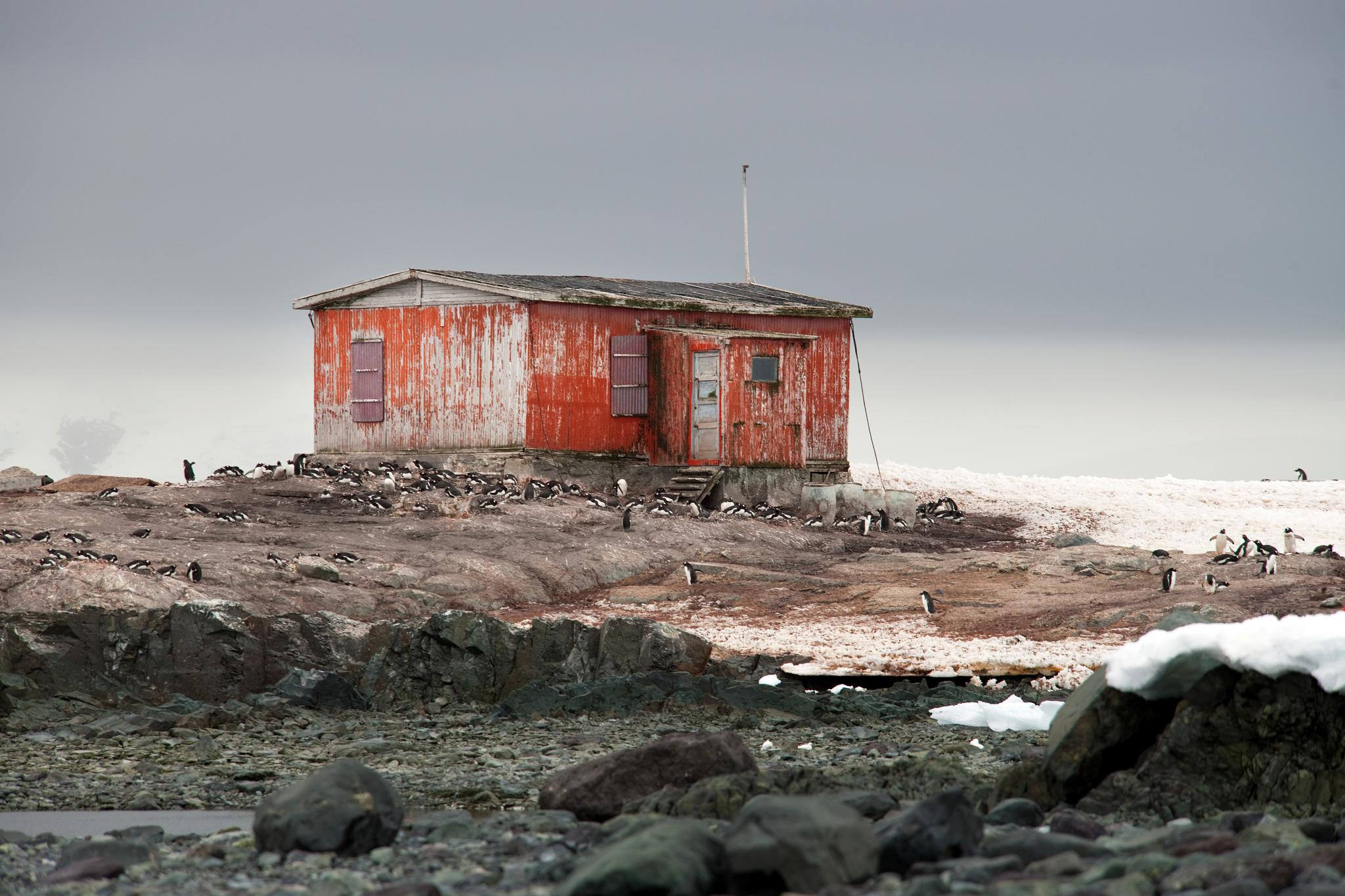
كوخ جروساك في جزيرة بيترمان.

- قاعدة بلغرانو الأولى، رف الجليد (مغلق)
- قاعدة بلغرانو الثالث 45.78361، - (مغلق)
- كامب ليفينغستون، شبه جزيرة بايرز، جزيرة ليفينجستون

تتداخل مطالبة الأرجنتين بشبه جزيرة أنتاركتيكا مع مطالبات أنتاركتيكا في تشيلي، من 53 درجة غربًا إلى 90 درجة غربًا، وتدعي المملكة المتحدة، 20 درجة غربًا إلى 80 درجة غربًا.
حاليًا، لا توجد محاولات من قبل الأرجنتين أو أي دولة أخرى لفرض مطالبات إقليمية في أنتاركتيكا. انظر قائمة المطالبات الإقليمية لأنتاركتيكا.
لا تحظى أي من هذه الادعاءات باعتراف دولي واسع النطاق.

## التركيبة السكانية

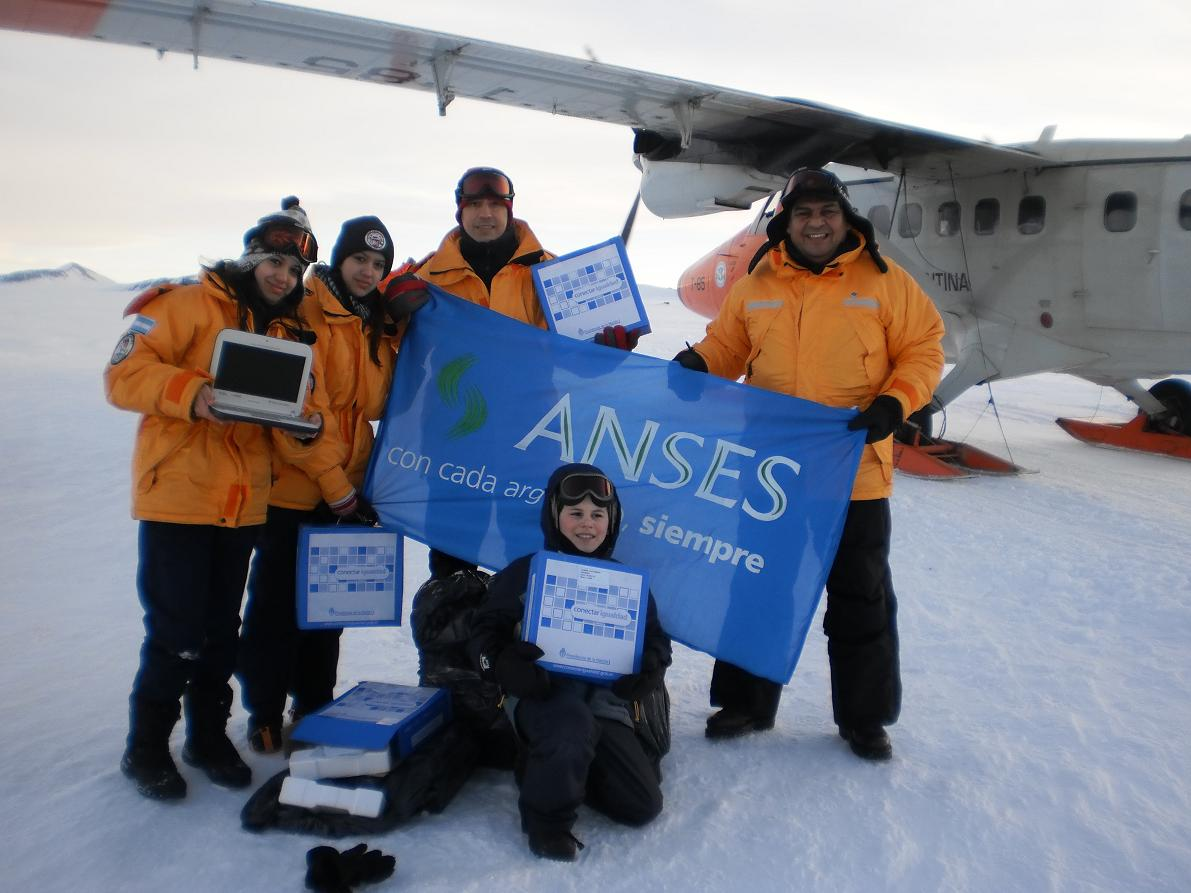
الأطفال والمراهقون والمعلمون في مدرسة قاعدة إسبيرانزا.

في عام 1978، ولد أول طفل في القطب الجنوبي في فورت الرقيب كابرال في قاعدة أمل تحت اسم إيميليو بالما. ماريا دي لاس نيفيس ديلجادو هي أول فتاة في القطب الجنوبي، ولدت في 27 مارس 1978 في قاعدة إسبيرانزا. بالنسبة لعام 1980، كان هناك أكثر من ستة أطفال ولدوا في القاعدة: روبين إدواردو دي كارلي (21 سبتمبر 1979)، فرانسيسكو خافيير سوسا (21 سبتمبر 1979)، سيلفينا أناليا أرنويل (14 يناير 1980)، خوسيه مانويل فالاداريس سوليس (24 يناير 1980)، لوكاس دانيال بوس (4 فبراير 1980) وماريا سول كوزنسا (3 مايو 1983). يوجد في القاعدة مكتب سجل مدني أرجنتيني حيث حدثت ولادة وأعراس سالفة الذكر.
في عام 1991، كان هناك 142 «مقيمًا دائمًا» من بينهم 19 قاصرًا. «المقيمون» هم عائلات تعيش في القارة القطبية الجنوبية أو علماء عاشوا لأكثر من عامين. كانوا 121 رجلاً و 21 امرأة يعيشون في الغالب في مستعمرة إسبيرانزا وقواعد أخرى. اعتبارًا من 1998-1999، بلغ عدد سكان القارة القطبية الجنوبية في الأرجنتين 165 نسمة.[بحاجة لمصدر] [بحاجة لتحديث]

## انظر أيضًا

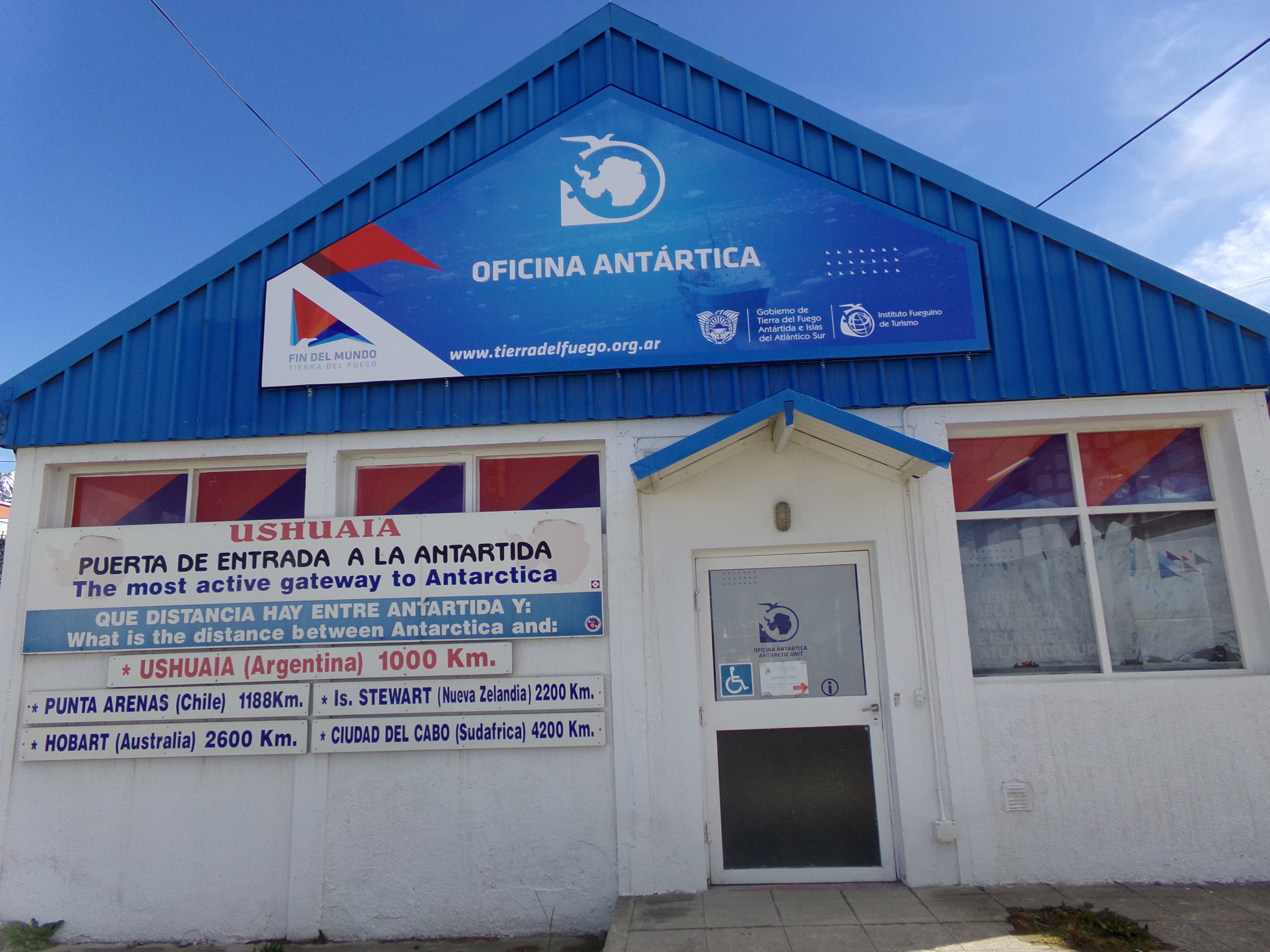
مكتب القطب الجنوبي في أوشوايا.

## روابط خارجية
- القواعد الأرجنتينية
- باللغة الإسبانية قاعدة مارامبيو
- باللغة الإسبانية تاريخ القارة القطبية الجنوبية الأرجنتينية